# Jaskółka (Francesco Molinari-Pradelli, 1966)
Jaskółka (Francesco Molinari-Pradelli, 1966) – kompletne nagranie studyjne Jaskółki Giacoma Pucciniego zarejestrowane w studio RCA Italia w Rzymie w czerwcu 1966.
Kompletne, dwupłytowe wydanie (winylowe) miało miejsce w następnym roku w Niemczech, Wielkiej Brytanii oraz USA w wytwórni RCA Victor Red Seal. Wydawnictwo zdobyło nominacje do Grammy w 1968 roku w kategoriach Najlepsze nagranie opery oraz Album roku - muzyka klasyczna. Wielokrotnie wznawiane w późniejszych latach.